# Heteroclita milishai
Heteroclita milishai är en skalbaggsart som beskrevs av Di Gennaro 2007. Heteroclita milishai ingår i släktet Heteroclita och familjen Cetoniidae. Inga underarter finns listade i Catalogue of Life.